# Liste der Biografien/Macb
Liste der Biografien |
Portal Biografien |
Personensuche
# |
A |
B |
C |
D |
E |
F |
G |
H |
I |
J |
K |
L |
M |
N |
O |
P |
Q |
R |
S |
T |
U |
V |
W |
X |
Y |
Z |
?
 
Ma |
Mb |
Mc |
Md |
Me |
Mf |
Mg |
Mh |
Mi |
Mj |
Mk |
Ml |
Mm |
Mn |
Mo |
Mp |
Mq |
Mr |
Ms |
Mt |
Mu |
Mv |
Mw |
Mx |
My |
Mz
 
Maa |
Mab |
Mac |
Mad |
Mae |
Maf |
Mag |
Mah |
Mai |
Maj |
Mak |
Mal |
Mam |
Man |
Mao |
Map |
Maq |
Mar |
Mas |
Mat |
Mau |
Mav |
Maw |
Max |
May |
Maz
 
Maca |
Macb |
Macc |
Macd |
Mace |
Macf |
Macg |
Mach |
Maci |
Mack |
Macl |
Macm |
Macn |
Maco |
Macp |
Macq |
Macr |
Macs |
Mact |
Macu |
Macv |
Macw |
Macy |
Macz
Die Liste der Biografien führt alle Personen auf, die in der deutschsprachigen Wikipedia einen Artikel haben. Dieses ist eine Teilliste mit 12 Einträgen von Personen, deren Namen mit den Buchstaben „Macb“ beginnt.

## Macb

### Macbe
- MacBeath, John (* 1940), britischer Erziehungswissenschaftler
- Macbeth (1005–1057), König von Schottland
- Macbeth Green, Columba (* 1968), australischer Ordensgeistlicher, römisch-katholischer Bischof von Wilcannia-Forbes
- Macbeth, Ann (1875–1948), englisch-britische Stickerin, Designerin, Hochschullehrerin, Autorin und Suffragette
- MacBeth, George (1932–1992), schottischer Schriftsteller und Dichter
- Macbeth, Robert (1848–1910), schottischer Maler

### Macbr
- Macbride, David (1726–1778), irischer Arzt und Schriftsteller
- MacBride, Donald (1889–1957), US-amerikanischer Schauspieler
- Macbride, James Francis (1892–1976), US-amerikanischer Botaniker
- Macbride, Jimmy (* 1991), US-amerikanischer Jazzmusiker (Schlagzeug)
- MacBride, Seán (1904–1988), irischer Politiker und Friedensnobelpreisträger
- MacBride, Stuart (* 1969), schottischer KrimischriftstellerStuart MacBride (* 1969)

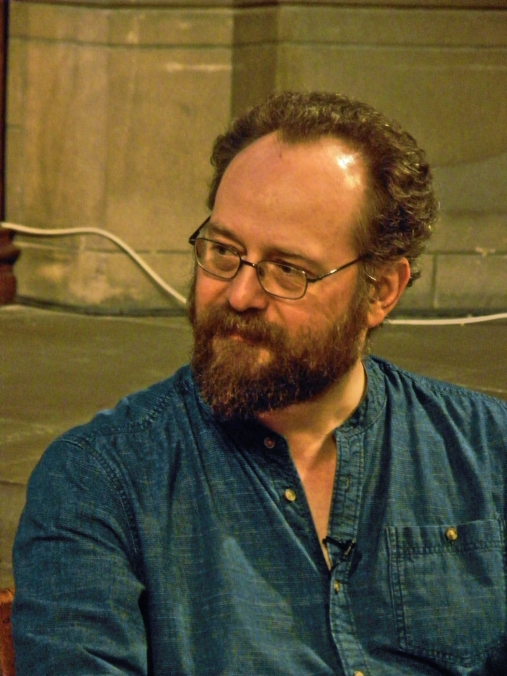
Stuart MacBride (* 1969)